# جرو تسامبوتو
جرو تسامبوتو (ایتالیایی: Gero Zambuto؛ ‏ ۱۴ آوریل ۱۸۸۷ – ۱۱ ژانویهٔ ۱۹۴۴) بازیگر، نویسنده، کارگردان فیلم اهل پادشاهی ایتالیا بود.
از فیلم‌ها یا مجموعه‌های تلویزیونی که وی در آن‌ها نقش داشته است، می‌توان به هدا گابلر اشاره نمود.